# La Ròca dels Arcs
La Ròca dels Arcs (en francès Laroque-des-Arcs) és un antic municipi francès, situat al departament de l'Òlt i a la regió d'Occitània.
El municipi tenia la Ròca dels Arcs com a capital administrativa, i també comptava amb l'agregat de Senta Margarida.
El 2017 es va fusionar amb els municipis veïns de Corts i Valrofièr per a formar el municipi de la Ròca, Valrofièr e Corts.

## Demografia
| 1962                                       | 1968 | 1975 | 1982 | 1990 | 1999 | 2006 |
| ------------------------------------------ | ---- | ---- | ---- | ---- | ---- | ---- |
| 321                                        | 344  | 377  | 379  | 375  | 471  | 464  |
| Des de 1962: població sense dobles comptes |      |      |      |      |      |      |

## Administració
| Període | Identitat       | Partit |
| ------- | --------------- | ------ |
| 2001-   | Serge Nouailles |        |